# Hoya cutis-porcelana
Hoya cutis-porcelana är en oleanderväxtart som beskrevs av W.Suarez, J.R.Sahagun och Aurigue. Hoya cutis-porcelana ingår i släktet Hoya och familjen oleanderväxter. Inga underarter finns listade i Catalogue of Life.